# Bermont (Territoire de Belfort)
Pour les articles homonymes, voir Bermont.
Cet article possède des paronymes, voir Belmont et Biermont.
Bermont est une commune française située dans le département du Territoire de Belfort, la région culturelle et historique de Franche-Comté et la région administrative Bourgogne-Franche-Comté.
La commune dépend du canton de Châtenois-les-Forges. Ses habitants sont appelés les Bermontois.
Depuis 2008, Bermont bénéficie du label Petites Cités Comtoises de Caractère.

## Géographie

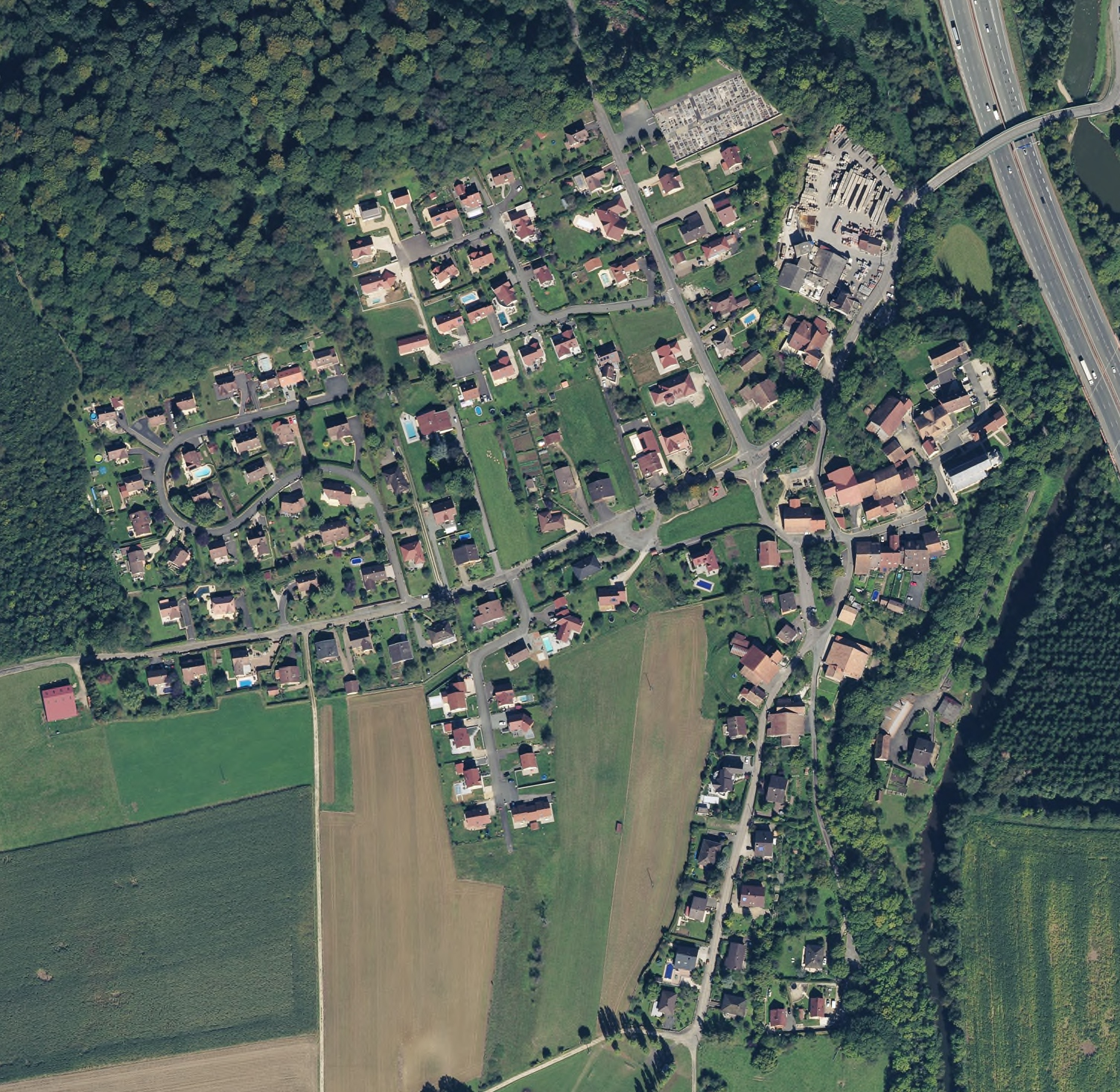
Vue aérienne.

### Localisation
Le village est juché sur un éperon calcaire haut de 350 m qui surplombe la vallée de la Savoureuse dans un cadre géographique composé à la fois d'une plaine d'alluvions et d'une forêt giboyeuse. Le plateau sur lequel il se situe est bordé à l'est par la route N 437 entre Montbéliard (à 15 km) et Belfort (à 7 km), route doublée par l'autoroute A36.
Comme Belfort, la commune est arrosée par la Savoureuse, affluent de l'Allaine, dont le cours suit la vallée, ainsi que le canal de Montbéliard à la Haute-Saône.
Le canal de la Haute Saône traverse les terrains de la commune et passe au-dessus de la Savoureuse grâce à un pont-canal métallique.

### Climat
Pour des articles plus généraux, voir Climat de la Bourgogne-Franche-Comté et Climat du Territoire de Belfort.
En 2010, le climat de la commune est de type climat de montagne, selon une étude du Centre national de la recherche scientifique s'appuyant sur une série de données couvrant la période 1971-2000. En 2020, Météo-France publie une typologie des climats de la France métropolitaine dans laquelle la commune est exposée à un climat semi-continental et est dans la région climatique Vosges, caractérisée par une pluviométrie très élevée (1 500 à 2 000 mm/an) en toutes saisons et un hiver rude (moins de 1 °C).
Pour la période 1971-2000, la température annuelle moyenne est de 9,8 °C, avec une amplitude thermique annuelle de 17,5 °C. Le cumul annuel moyen de précipitations est de 1 277 mm, avec 12,8 jours de précipitations en janvier et 10,5 jours en juillet. Pour la période 1991-2020, la température moyenne annuelle observée sur la station météorologique de Météo-France la plus proche, « Dorans », sur la commune de Dorans à 1 km à vol d'oiseau, est de 10,9 °C et le cumul annuel moyen de précipitations est de 974,0 mm. 
La température maximale relevée sur cette station est de 38,1 °C, atteinte le 24 juillet 2019 ; la température minimale est de −16 °C, atteinte le 20 décembre 2009,,.
Les paramètres climatiques de la commune ont été estimés pour le milieu du siècle (2041-2070) selon différents scénarios d'émission de gaz à effet de serre à partir des nouvelles projections climatiques de référence DRIAS-2020. Ils sont consultables sur un site dédié publié par Météo-France en novembre 2022.

## Urbanisme

### Typologie
Au 1er janvier 2024, Bermont est catégorisée commune rurale à habitat dispersé, selon la nouvelle grille communale de densité à sept niveaux définie par l'Insee en 2022.
Elle est située hors unité urbaine. Par ailleurs la commune fait partie de l'aire d'attraction de Belfort, dont elle est une commune de la couronne,. Cette aire, qui regroupe 91 communes, est catégorisée dans les aires de 50 000 à moins de 200 000 habitants,.

### Occupation des sols
L'occupation des sols de la commune, telle qu'elle ressort de la base de données européenne d’occupation biophysique des sols Corine Land Cover (CLC), est marquée par l'importance des forêts et milieux semi-naturels (57,6 % en 2018), une proportion sensiblement équivalente à celle de 1990 (58,4 %). La répartition détaillée en 2018 est la suivante : 
forêts (57,6 %), zones agricoles hétérogènes (20,2 %), zones urbanisées (9,5 %), terres arables (8,5 %), eaux continentales (4,3 %). L'évolution de l’occupation des sols de la commune et de ses infrastructures peut être observée sur les différentes représentations cartographiques du territoire : la carte de Cassini (XVIIIe siècle), la carte d'état-major (1820-1866) et les cartes ou photos aériennes de l'IGN pour la période actuelle (1950 à aujourd'hui).

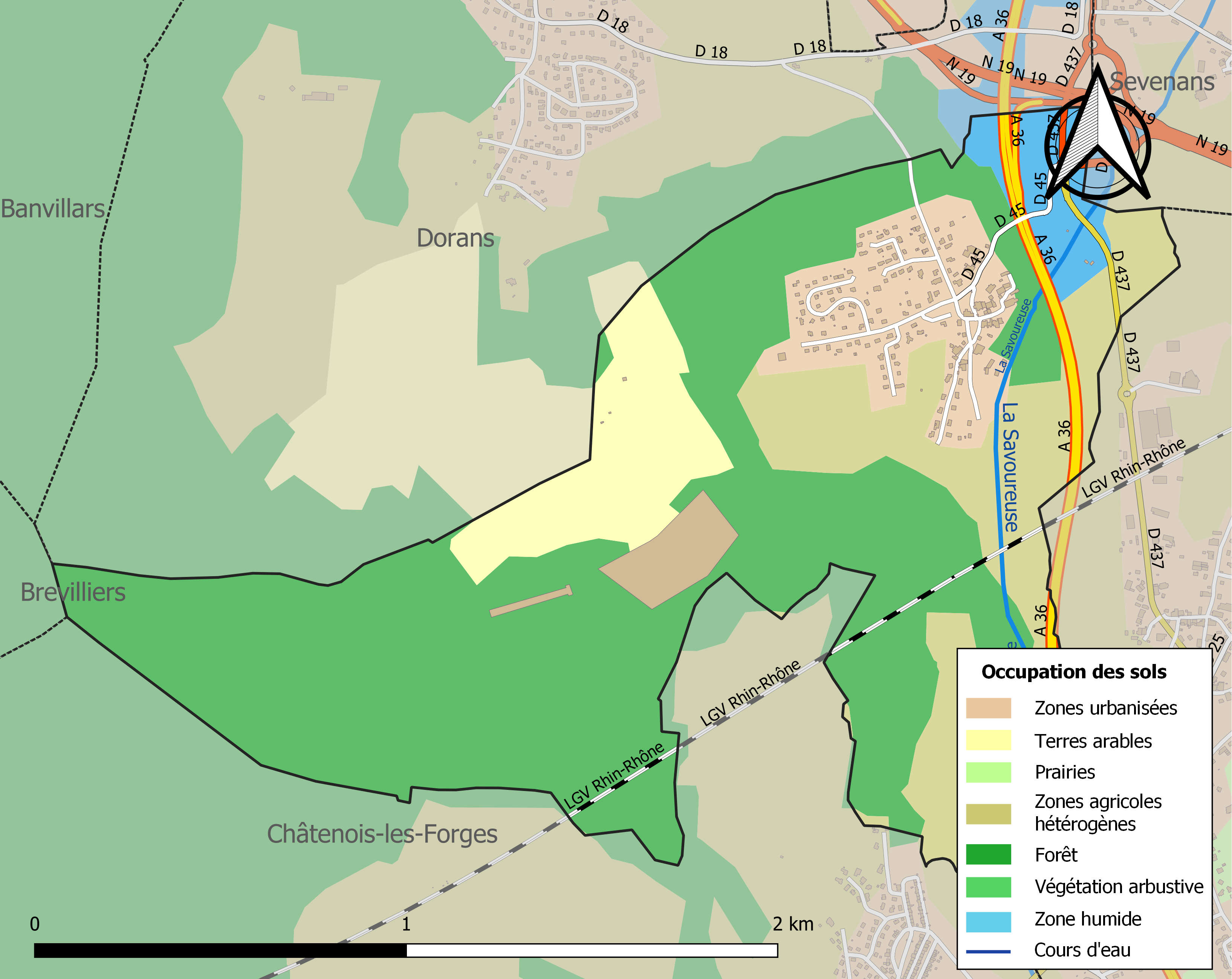
Carte des infrastructures et de l'occupation des sols de la commune en 2018 (CLC).

## Histoire
La première mention du nom de Bellemonte date de 1147, dans une charte confirmant au prieuré de Lanthenans (Doubs), la possession de l'église.
De cette époque, l'actuelle église paroissiale, dédiée à saint Laurent, ne conserve qu'une partie du chœur, une abside polygonale de style roman. Ce bâtiment, qui domine la vallée de la Savoureuse, est un point de repère important pour les usagers locaux de l'autoroute A36.
Oyeun village disparu durant la guerre de Trente Ans
Mentionné lui aussi en 1147, ce village, situé entre Châtenois et Bermont, comportait cinq foyers en 1573, soit environ 25 habitants.
Vers 1633, les troupes suédoises dévastèrent la région et en particulier le village d’Oye. Le lieudit Bois d'Oye, où se trouve le fort du Bois d'Oye, élément de la place fortifiée de Belfort, conserve le souvenir de l'ancien village.
- Toponymie: Oys (1147), Ze Öye (1350), Ogey (1394).

Bermont fut occupée par les troupes allemandes de novembre 1870 à mars 1871.

## Politique et administration

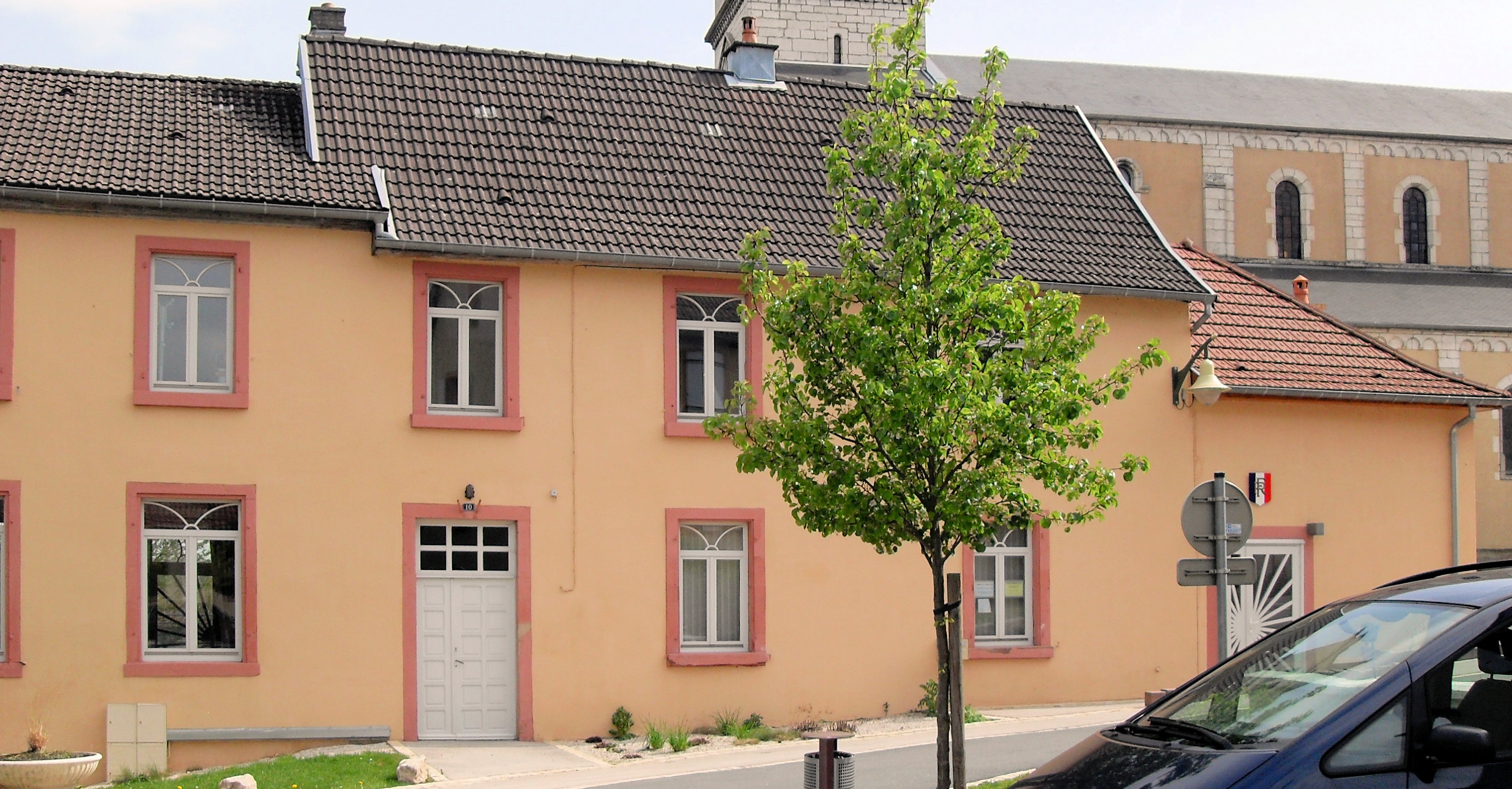
La mairie.

| Période                                  | Période     | Identité              | Étiquette     | Qualité                                        |
| ---------------------------------------- | ----------- | --------------------- | ------------- | ---------------------------------------------- |
| Les données manquantes sont à compléter. |             |                       |               |                                                |
| 1789                                     | 31/10/1791  | Jean-Nicolas MEILLIER | SE            |                                                |
| 1792                                     | An 2        | Joseph BERMONT        | SE            |                                                |
| An 2                                     | An 3        | Jacques VAUCLER       | SE            |                                                |
| An 4                                     | An 6        | François HERBETTE     | SE            | Signe Agent                                    |
| An 6                                     | An 11       | Nicolas BERMONT       | SE            | Parfois signe Agent                            |
| An 12                                    | 1814        | Jacques THEVENOT      | SE            |                                                |
| 1814                                     | 1816        | Pierre Joseph BERMONT | SE            |                                                |
| 1816                                     | 1819        | Jacques THEVENOT      | SE            |                                                |
| 1819                                     | 1832        | Jean MEILLER          | SE            | Cultivateur                                    |
| 1832                                     | 1841        | François COLLINET     | SE            |                                                |
| 1841                                     | 1842        | Joseph COURTOT        | SE            |                                                |
| 1842                                     | 1847        | François COLLINET     | SE            |                                                |
| 1847                                     | 1871        | Jean-Pierre HERBETTE  | SE            | Instituteur                                    |
| 1871                                     | 1872        | Joseph COURTOT        | SE            |                                                |
| 1872                                     | 1878        | Félix ROY             | SE            |                                                |
| 1878                                     | 1888        | Joseph COURTOT        | SE            |                                                |
| 1888                                     | 1992        | Jules GUERNEY         | SE            |                                                |
| 1892                                     | 1996        | Alphonse COURTOT      | "Républicain" |                                                |
| 1896                                     | 1908        | Jules GUERNEY         | SE            | réélu en mai 1908                              |
| 1908                                     | 1908        | Félix ROY             | SE            | octobre 1908 à la suite de nouvelles élections |
| 1908                                     | 1919        | François ROSSELOT     | SE            |                                                |
| 1919                                     | 1925        | François COURTOT      | SE            |                                                |
| 1925                                     | 1943        | Joseph BERMONT        | SE            |                                                |
| 1944                                     | 1953        | François CHEVALIER    | SE            |                                                |
| 1953                                     | 1971        | Maurice ROSSELOT      | SE            |                                                |
| 1971                                     | 1989        | Jean Rosselot         | SE            |                                                |
| 1989                                     | 1995        | Denis BERMONT         | SE            |                                                |
| 1995                                     | 2014        | Pierre SANTOSILLO     | SE            |                                                |
| Mars 2014                                | 23 mai 2020 | Jean Rosselot         | SE            | Retraité de l'enseignement                     |
| 23 mai 2020                              | En cours    | Pascal GROSJEAN       |               |                                                |

## Population et société

### Démographie
L'évolution du nombre d'habitants est connue à travers les recensements de la population effectués dans la commune depuis 1793. Pour les communes de moins de 10 000 habitants, une enquête de recensement portant sur toute la population est réalisée tous les cinq ans, les populations de référence des années intermédiaires étant quant à elles estimées par interpolation ou extrapolation. Pour la commune, le premier recensement exhaustif entrant dans le cadre du nouveau dispositif a été réalisé en 2004.

En 2022, la commune comptait 373 habitants, en évolution de −6,05 % par rapport à 2016 (Territoire de Belfort : −2,78 %, France hors Mayotte : +2,11 %).
| 1793 | 1800 | 1806 | 1821 | 1831 | 1836 | 1841 | 1846 | 1851 |
| ---- | ---- | ---- | ---- | ---- | ---- | ---- | ---- | ---- |
| 124  | 82   | 101  | 88   | 85   | 97   | 143  | 121  | 120  |

| 1856 | 1861 | 1866 | 1872 | 1876 | 1881 | 1886 | 1891 | 1896 |
| ---- | ---- | ---- | ---- | ---- | ---- | ---- | ---- | ---- |
| 100  | 93   | 90   | 79   | 87   | 88   | 388  | 212  | 266  |

| 1901 | 1906 | 1911 | 1921 | 1926 | 1931 | 1936 | 1946 | 1954 |
| ---- | ---- | ---- | ---- | ---- | ---- | ---- | ---- | ---- |
| 240  | 194  | 296  | 215  | 89   | 106  | 116  | 131  | 125  |

| 1962 | 1968 | 1975 | 1982 | 1990 | 1999 | 2004 | 2006 | 2009 |
| ---- | ---- | ---- | ---- | ---- | ---- | ---- | ---- | ---- |
| 110  | 123  | 174  | 226  | 234  | 280  | 283  | 282  | 347  |

| 2014 | 2019 | 2022 | - | - | - | - | - | - |
| ---- | ---- | ---- | - | - | - | - | - | - |
| 387  | 378  | 373  | - | - | - | - | - | - |

### Enseignement
L'école Maternelle Pauline Kergomard et l’école élémentaire font partie d'un Regroupement pédagogique intercommunal concentré (RPIC). Situées sur la commune de Dorans, elles accueillent les enfants des 4 villages : Bermont, Botans, Dorans, Sevenans.

### Santé
Bermont est située à environ 2 km de l'hôpital Nord Franche-Comté situé dans la commune voisine de Trévenans,.

## Culture locale et patrimoine

### Lieux et monuments

#### L'église Saint-Laurent
Les premières pierres de l'église furent posées lors de la construction de la chapelle au XIIe siècle, toujours existante, et qui constitue en grande partie le chœur de l'église. Celle-ci a bénéficié d'une architecture romane comme le montre la présence d'arcs brisés aveugles de forme arrondie. Vers 1100 est ajoutée à la chapelle une nef qui fut brûlée pendant la guerre de Trente Ans, puis reconstruite sur le même plan mais plus longue durant le Second Empire. En 1866, l'architecte Genty entreprend la construction d'un clocher pointu, lequel témoigne de l'influence rhénane. Dans l'édifice, il est possible de contempler de nombreux éléments à caractère historique :
- l'orgue, qui fut mis en place en 1871 par les facteurs d'orgue Verschneider et Krempf de Reinerurg (Moselle) ;
- les vitraux datant de 1831, fabriqués et posés par la Maison Janin de Nancy ;
- les deux cloches en bronze et datant de 1778 (la plus grosse est inscrite sur l'inventaire des monuments historiques en 1929) ;
- le tableau de saint Laurent, peint en 1927 par le peintre Giulio Pastini.

Sa singularité lui a valu de figurer dès 1997 parmi d'autres monuments dans la liste des Monuments Historiques.

Église Saint-Laurent.
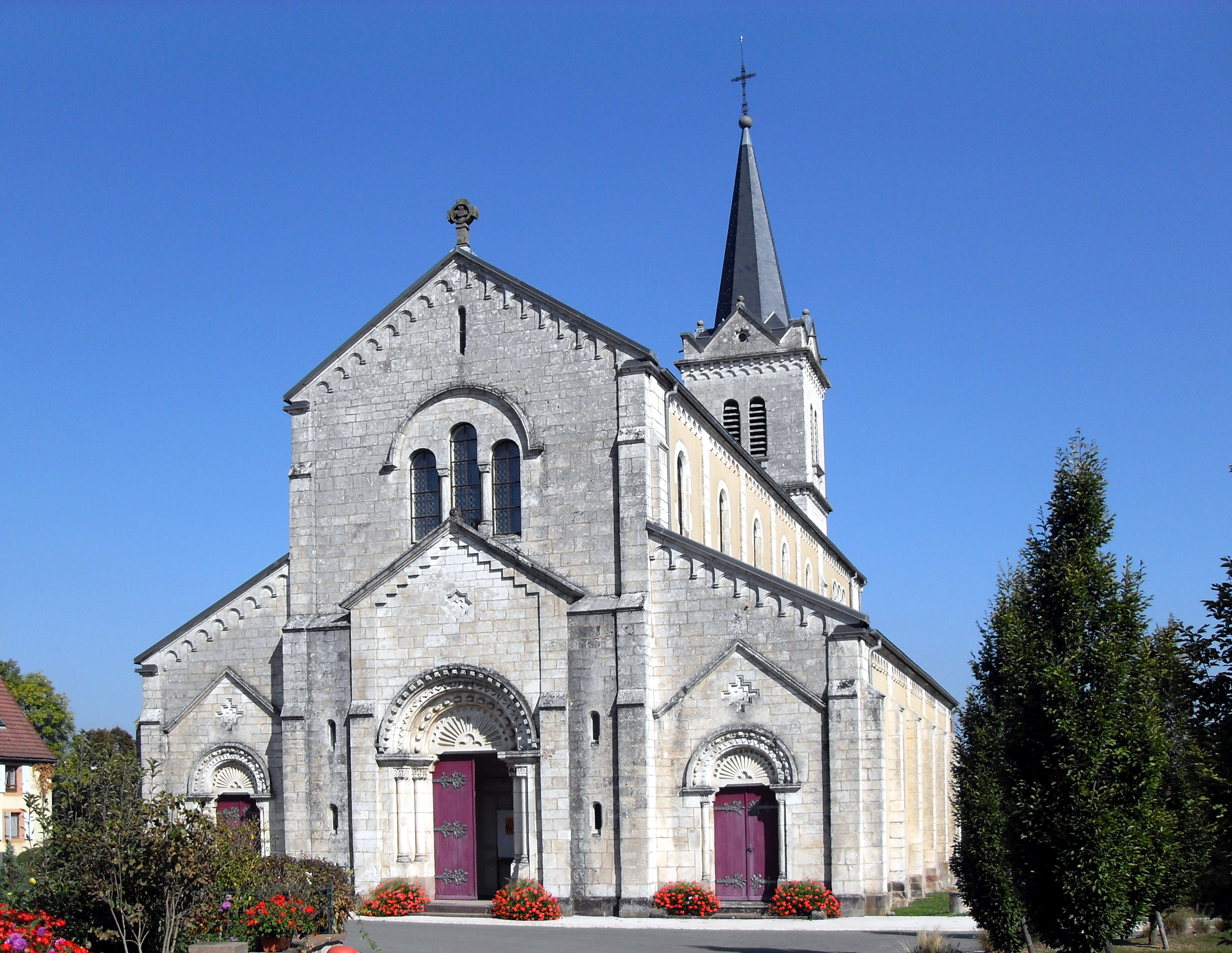
Côté ouest.
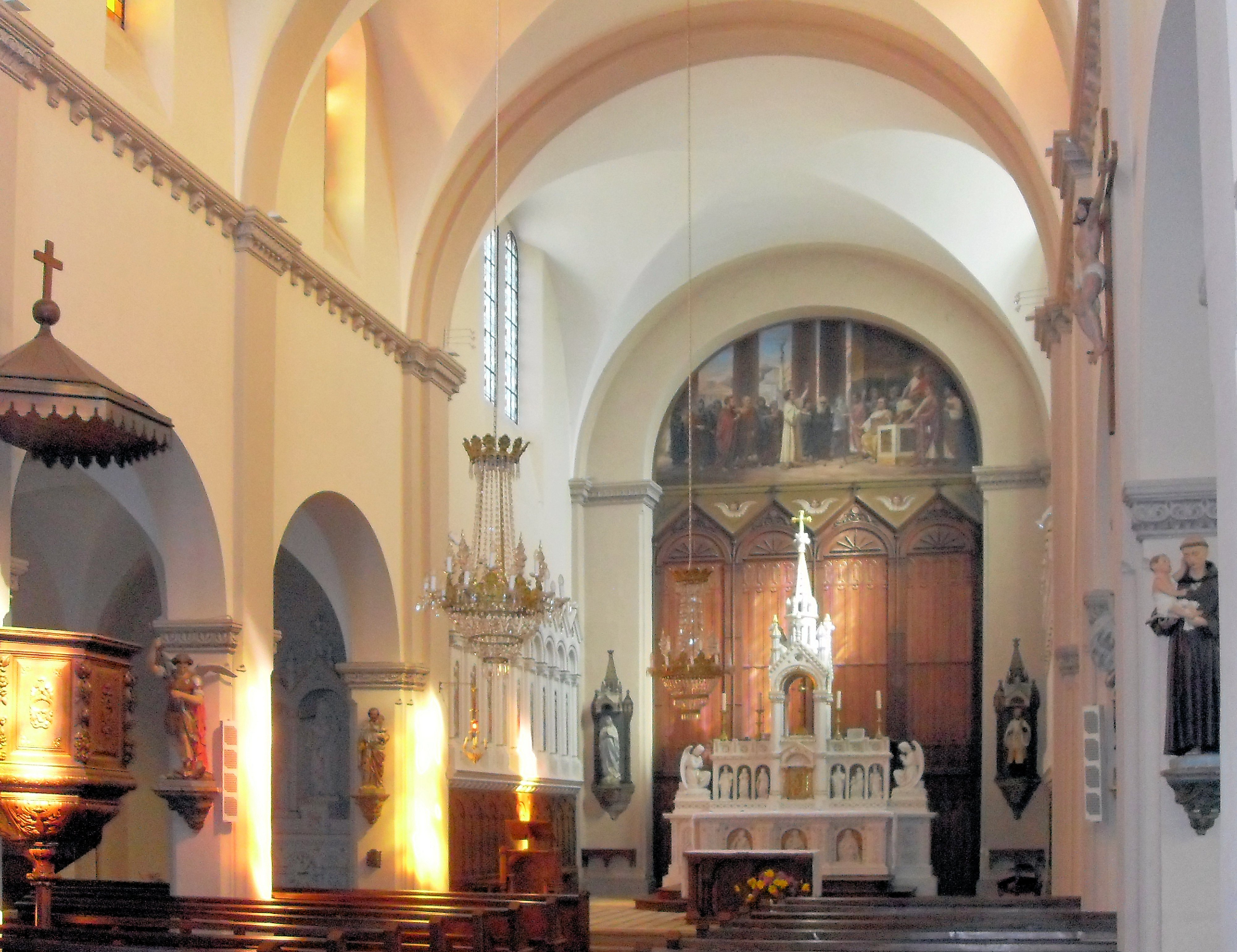
L'intérieur.
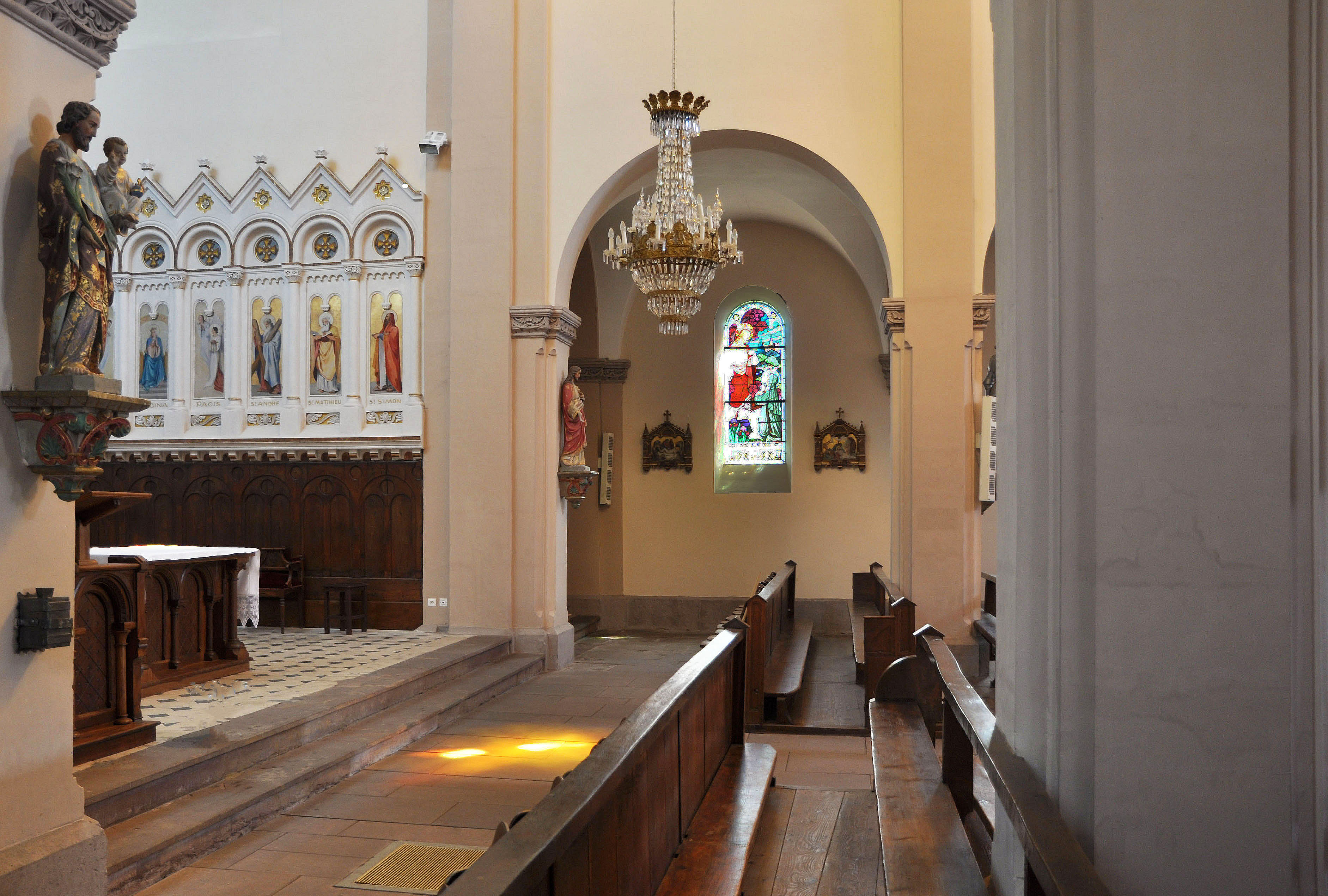
Intérieur de l'église Saint-Laurent.
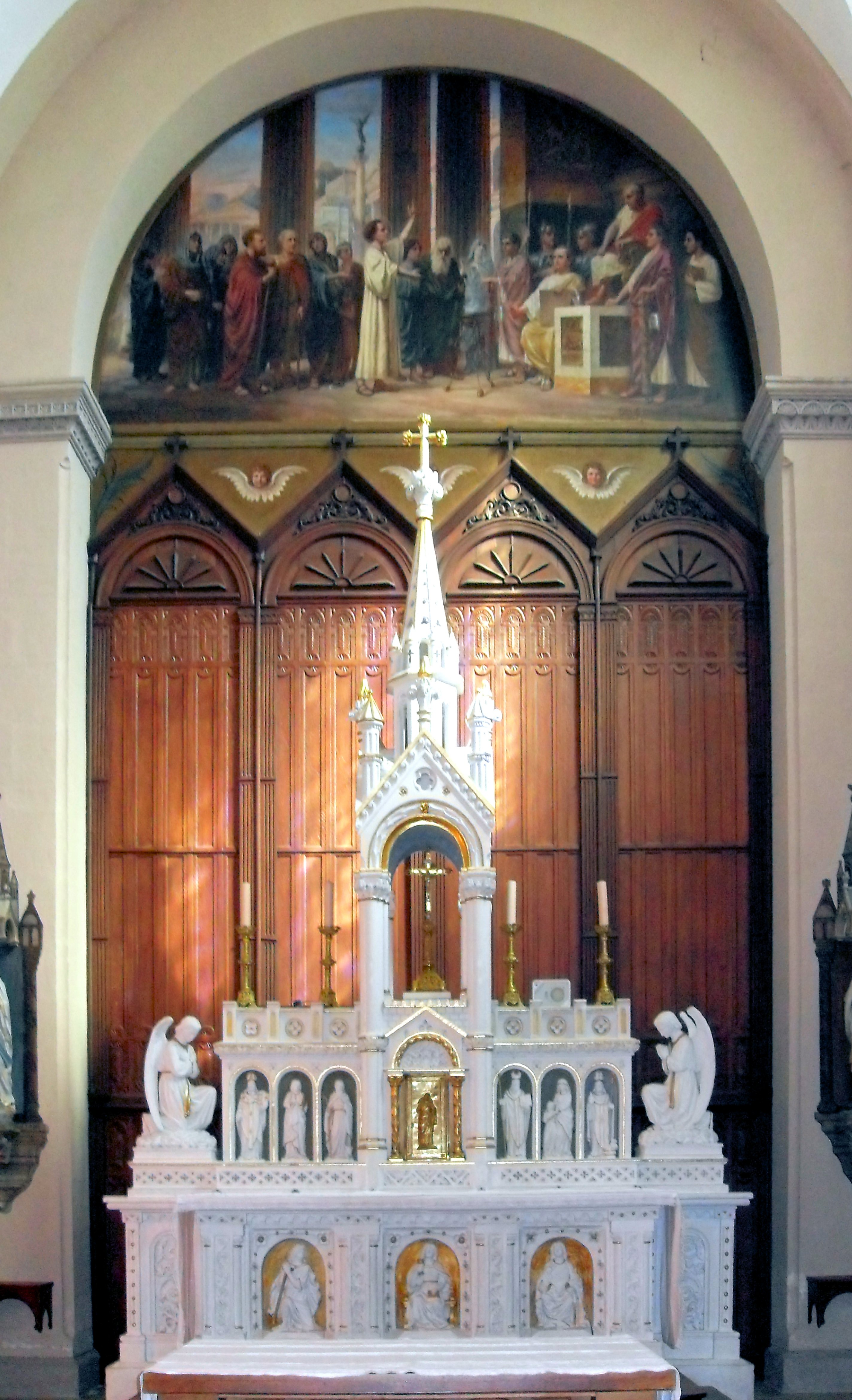
L'autel.
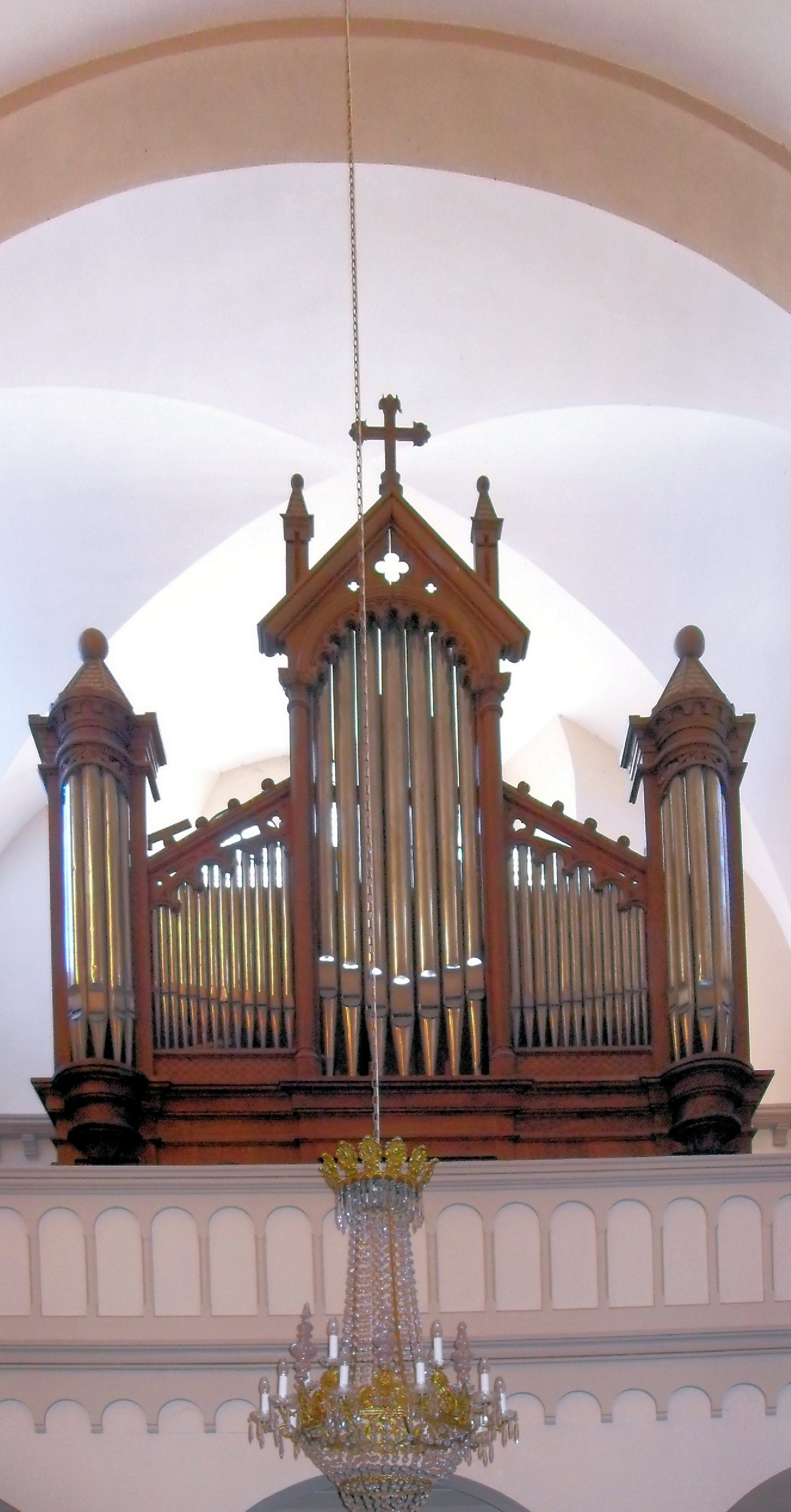
L'orgue.
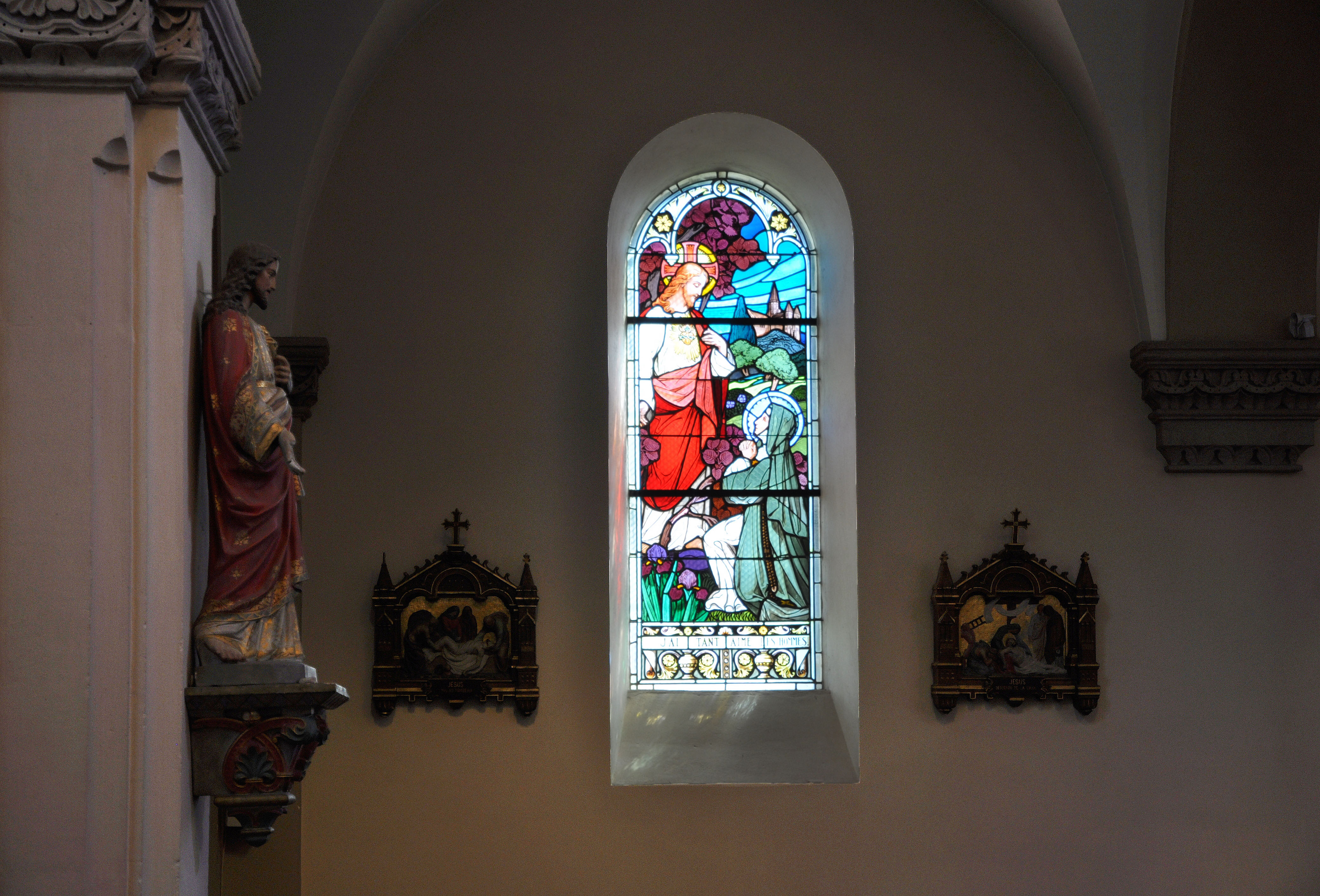
Vitrail église Saint - Laurent de Bermont.

Monuments.
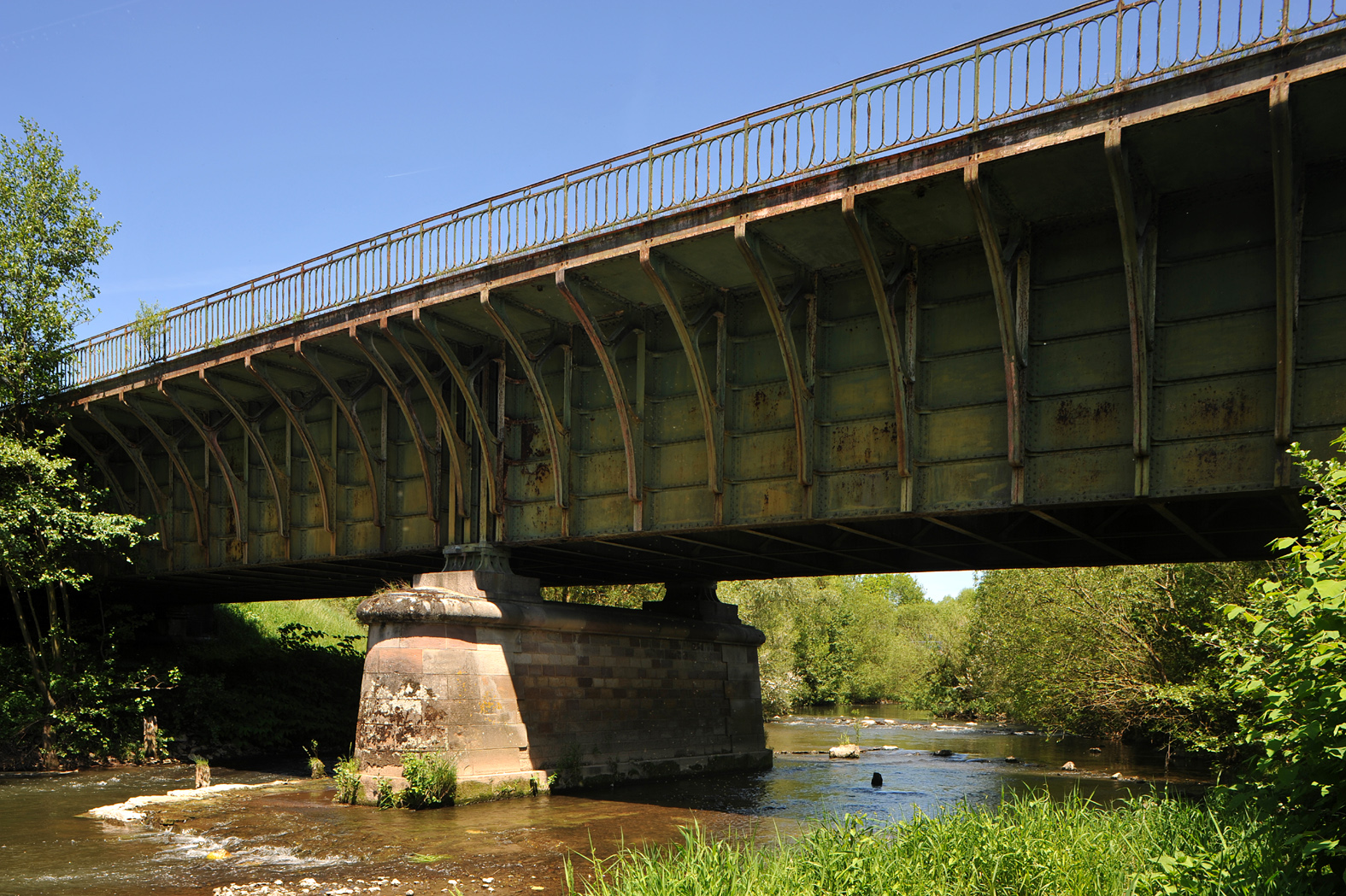
Pont-canal sur la Savoureuse.
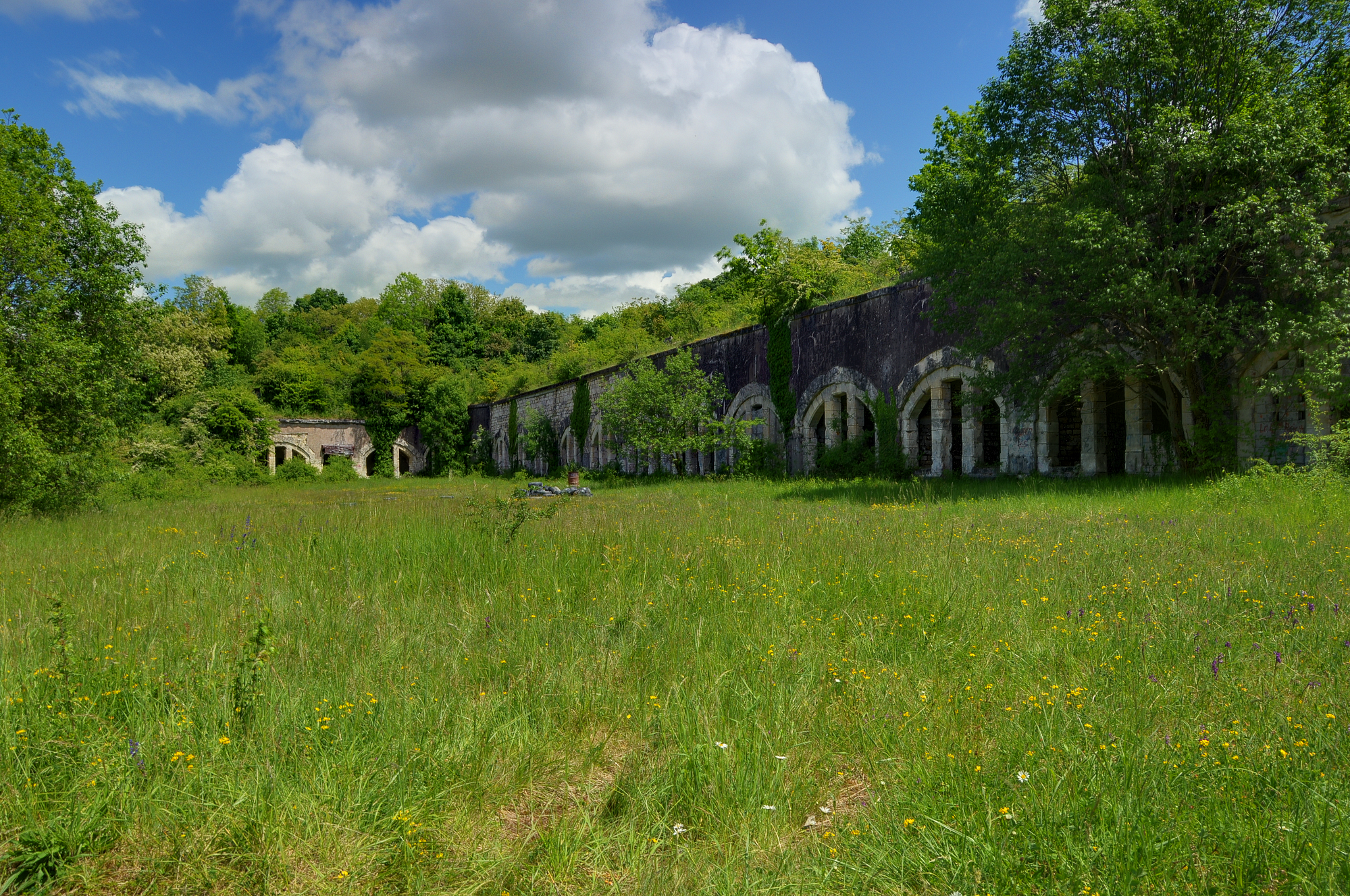
Fort du Bois d'Oye.

### Personnalités liées à la commune
- Henriette de Coligny de La Suze (1618-1673)
- François-Bernardin Noblat (1714-1792)
- Paul Rassinier (1906-1967)
- Raymond Tournier (1916-1998), Compagnon de la Libération.

### Héraldique
| Armes de Bermont | Les armes peuvent se blasonner ainsi : d'argent à la fasce ondée d'azur. |

## Pour approfondir